# NGC 4377
NGC 4377 este o galaxie lenticulară situată în constelația Părul Berenicei. A fost descoperită în 19 februarie 1784 de către William Herschel. Se află la o distanță de 17,7 megaparseci de Pământ.